# Vincenzo Manenti
Vincenzo Manenti (1600 - 1674) foi um pintor italiano do período barroco. Nasceu na aldeia de Sabino di Canemorto, hoje Orvinio, e foi filho do pintor Ascanio (que teve Cristoforo Roncalli como seu tutor).
Os mestres iniciais de Manenti foram Cavalier d'Arpino (c. 1568 — 1640), pintor do Maneirismo italiano, e Domenico Zampieri (Bolonha, 21 de outubro de 1581 — Nápoles, 15 de abril de 1641), pintor barroco.
Na década de 1920, Vincenzo foi acusado de atacar uma mulher com ciúmes e foi forçado a deixar Orvinio. Ele e seu pai mudaram para Abruzos, região da Itália central, onde encontrou abrigo entre o nobre Ricci, originalmente de Rieti, que lhe confiou a decoração de algumas posses familiares entre 1629 e 1630.
Logo depois, voltou para Sabina, provavelmente em Rieti, e em 1631 casou-se com Beatrice De Amicis. Foi reabilitado e premiado com o título de cavaleiro, recebendo as primeiras atribuições importantes.
Por volta de 1635, viajou para Roma, onde foi influenciado pelo naturalismo e pelo classicismo, liberando-se do maneirismo aprendido no ateliê de seu pai.
A partir daí, ele trabalhou com sucesso em toda a Sabina, escolhendo não se mudar para Roma. Em 1638, casou-se pela segunda vez com Margherita Oddi de Moricone. Em 1640-1643 e depois em 1650-1655, ele também trabalhou na Umbria.
Depois de 1655, ele voltou para sua cidade natal e continuou a pintar apenas em regiões próximas.